# Michael W. I. Schmidt
Michael W. I. Schmidt (* 1964)  ist ein Geowissenschaftler und seit 2002 Professor für Physische Geographie an der Universität Zürich. Seine Forschungsschwerpunkte liegen in der Bodenkunde und Biogeochemie, insbesondere im Bereich der Kohlenstoffdynamik in Böden und den Auswirkungen des Klimawandels.

## Ausbildung
Schmidt studierte Geografie (MSc, 1991) und Geologie (MSc, 1993) an der Ruhr-Universität Bochum. 1997 promovierte er dort in Geowissenschaften (Dr. rer. nat.). Im Jahr 2001 habilitierte er sich an der Universität zu Köln und erlangte die Venia legendi für Geographie.

## Beruflicher Werdegang
Nach seiner Tätigkeit als Umweltberater (1992–1993) arbeitete Schmidt als wissenschaftlicher Assistent für Bodenkunde an der Ruhr-Universität Bochum (1994–1996) und der Technischen Universität München (1996–1998). Er war Postdoktorand am Max-Planck-Institut für Biogeochemie in Jena (1998–2000) und anschließend wissenschaftlicher Assistent an der Universität zu Köln (2000–2002). Seit 2002 ist er Professor an der Universität Zürich, wo er 2014 zum ordentlichen Professor ernannt wurde.

## Forschung und Publikationen
Schmidt ist international bekannt für seine Forschung im Bereich der Kohlenstoffdynamik, insbesondere in tiefen Bodenschichten, und deren Bedeutung für den globalen Kohlenstoffhaushalt. Seine Arbeit untersucht, wie Klimawandel und menschliche Aktivitäten die Kohlenstoffspeicher in den Böden beeinflussen.
Von 2011 bis 2014 war er für den Bereich Umweltwissenschaften Mitglied des Forschungsrates der Abteilung Mathematik und Naturwissenschaften beim Schweizerischen Nationalfonds. Er ist Mitgründer und Mitglied des Steuerungsausschusses des interdisziplinären Forschungsschwerpunkts „Globaler Wandel und Biodiversität“ an der Universität Zürich. 2021 hat er als Mercator-Fellow der DFG mit dem Max-Planck-Institut für Biogeochemie in Jena kooperiert. Er ist in weiteren internationalen wissenschaftlichen Gremien aktiv, wie dem Beirat des National Hub of European Joint Program Soil. Von 2017 bis 2021 leitete er ausserdem das vom SNF geförderte Forschungsprojekt „Deep C“, das den Einfluss der globalen Erwärmung auf den Kohlenstoffkreislauf im tieferen Boden untersucht.
Zu seinen wichtigsten Publikationen zählen Arbeiten in  Fachzeitschriften wie Nature und Nature Geoscience. Auswahl an Publikationen:
- Michael W. I. Schmidt, Margaret S. Torn, Samuel Abiven, Thorsten Dittmar, Georg Guggenberger, Ivan A Janssens, Markus Kleber, Ingrid Kögel-Knabner, Johannes Lehmann, David A.C. Manning, Paolo Nannipieri, Daniel P. Rasse, Steve Weiner, Susan E. Trumbore, Persistence of soil organic matter as an ecosystem property, Nature, vol. 478, 7367: 49-56, https://doi.org/10.1038/nature10386
- Michael W. I. Schmidt, Angela G. Noack, Black carbon in soils and sediments: analysis, distribution, implications, and current challenges, Global biogeochemical cycles, vol. 14, 3: 777-793, 09/2000 https://doi.org/10.1029/1999GB001208.
- Nicholas O. E. Ofiti, Michael W. I. Schmidt, Samuel Abiven, Paul J. Hanson, Colleen M. Iversen, Rachel M. Wilson, Joel E. Kostka, Guido L.B. Wiesenberg, Avni Malhotra, Climate warming and elevated CO2 alter peatland soil carbon sources and stability, Nature Communications, vol. 14, 1: 7533, 20. November 2023, https://doi.org/10.1038/s41467-023-43410-z
- Alysha I. Coppola, Daniel B. Wiedemeier, Valier Galy, Negar Haghipour, Ulrich M. Hanke, Gabriela S. Nascimento, Muhammed Usman, Thomas M. Blattmann, Moritz Reisser, Chantal V. Freymond, Meixun Zhao, Britta Voss, Lukas Wacker, Enno Schefuß, Bernhard Peucker-Ehrenbrink, Samuel Abiven, Michael W. I. Schmidt, Timothy I. Eglinton, Global-scale evidence for the refractory nature of riverine black carbon. Nature Geoscience, 11, 584-588, 9. Juli 2018, https://doi.org/10.1038/s41561-018-0159-8